# Laevinus Torrentius

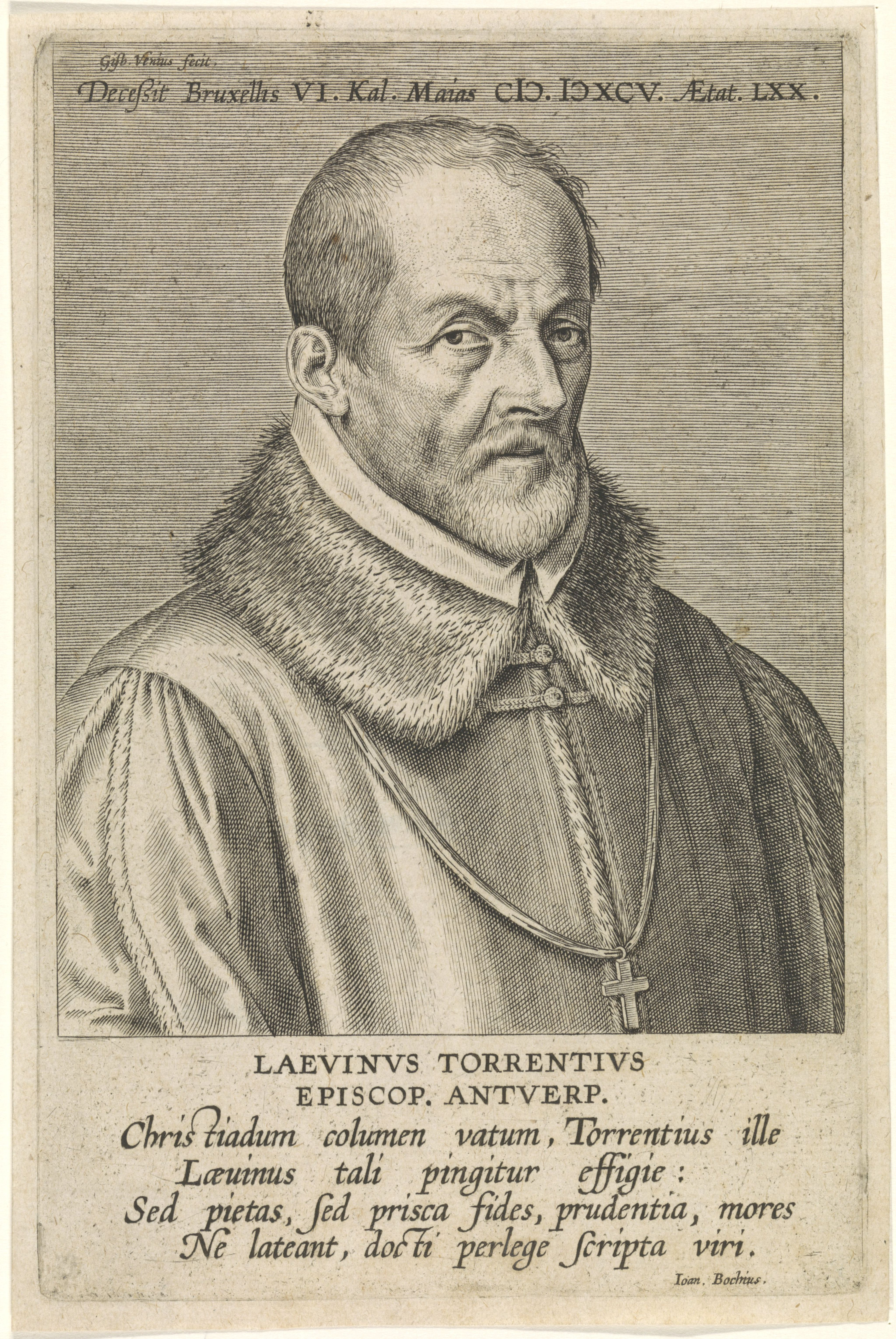
Laevinius Torrentius, Gravur von Cornelis Galle dem Älteren, nach Gijsbert van Veen, mit einem Epigraph von Joannes Bochius, vor 1650

Laevinus Torrentius, eigentlich Lieven van der Beken, (* 8. März 1525 in Gent; † 26. April 1595 in Brüssel) war der zweite Bischof von Antwerpen und einer der führenden Humanisten seiner Zeit. Er war ein neulateinischer Dichter, der als Herausgeber von Sueton und Horaz Berühmtheit erlangte. In seiner Jugend verbrachte er viele Jahre in Rom und entwickelte ein großes Interesse an der antiken Numismatik. Er besaß eine große Bibliothek mit etwa 1700 Büchern.

## Leben
Lieven van der Beken  studierte Philosophie und Rechtswissenschaften an der Universität Löwen und anschließend an der Universität Bologna. Fünf Jahre lang lebte er in Rom. 1557 bis 1587 war er Archidiakon von Brabant und Kanoniker der Kathedrale von Lüttich und wurde dort Generalvikar.
Im Jahr 1576 wurde er von Philipp II. von Spanien zum Bischof von Antwerpen ernannt, konnte wegen des Achtzigjährigen Kriegs aber erst am 20. September 1587 – nach dem Fall der Stadt – in sein Amt eingeführt werden, in der er seit dem 27. Oktober 1586 als Diözesanbischof amtierte. Er starb am 26. April 1595, nachdem er von Philipp II. zum Bischof von Mechelen vorgeschlagen worden war, noch vor seiner Ernennung.
Mit seinem Testament gründete er das Jesuitenkolleg von Löwen und vermachte ihm seine Bibliothek im Wert von schätzungsweise 30.000 Gulden. Er wurde in der Kathedrale von Antwerpen beigesetzt.

## Ausgewählte Werke
- Poemata sacra, Antverpiae. Ausgabe von 1572 (erweiterte Ausgabe von 1594 auf Google Books)
- In C. Suetonii Tranquilli XII Caesares commentarii, Antverpiae: in officina Plantiniana, 1578 (erweiterte Ausgabe von 1592 auf Google Books)
- Commentarii in Horatium, Antverpiae 1608
- Marie Delcourt, Jean Hoyoux (Hrsg.), Laevinus Torrentius. Correspondance, 3 Teile, Lüttich, 1950–1954